# Каза Бјанка (Павија)
Каза Бјанка је насеље у Италији у округу Павија, региону Ломбардија.
Према процени из 2011. у насељу је живело 159 становника. Насеље се налази на надморској висини од 155 м.